# 543698 Miromesaros
543698 Miromesaros este o planetă minoră (asteroid) din centura de asteroizi. A fost descoperită pe 6 octombrie 2011 la Piszkéstetői Obszervatórium⁠(d) de Krisztián Sárneczky⁠(d). 
Obiectul prezintă o orbită caracterizată de o semiaxă mare de 2,3590687839107 UAi, o excentricitate de 0,1256657325974, o înclinație de 8,0997441114767 ° în raport cu ecliptica.